# Pheugopedius maculipectus
La ratona de pecho moteado (Pheugopedius maculipectus), también conocida como chivirín moteado o cucarachero pinto, es una especie de ave paseriforme de la familia Troglodytidae propia de América Central.

## Distribución y hábitat
Es nativo de Belice, Costa Rica, El Salvador, Guatemala, Honduras, Nicaragua y sureste de México. Su hábitat natural son los bosques tropicales.
No tiene subespecies reconocidas.